# Stay on These Roads
Stay on These Roads je třetí album norské skupiny A-ha z roku 1988. Skladba „The Living Daylights“ z tohoto alba je titulní písní filmu Dech života s agentem 007 Jamesem Bondem z roku 1987.

## Seznam skladeb
1. „Stay On These Roads“ – 4:44
2. „The Blood That Moves the Body“ – 4:05
3. „Touchy!“ – 4:31
4. „This Alone Is Love“ – 5:13
5. „Hurry Home“ – 4:34
6. „The Living Daylights“ – 4:46
7. „There's Never a Forever Thing“ – 2:49
8. „Out of Blue Comes Green“ – 6:40
9. „You Are the One“ – 3:48
10. „You'll End Up Crying“ – 2:06

## Obsazení
- Morten Harket – zpěv
- Paul Waaktaar-Savoy – kytara
- Magne Furuholmen – klávesy